# Ernesto Castillo Páez
Ernesto Rafael Castillo Páez (Lima, 3 de junio de 1968) fue un estudiante peruano de Sociología de la Pontificia Universidad Católica del Perú. Tenía 22 años cuando el 21 de octubre de 1990  miembros de la Policía Nacional lo detuvieron en el distrito limeño de Villa El Salvador. Fue la última vez que se le vio con vida. A partir de entonces se le considera un desaparecido durante el conflicto armado interno peruano.

## Secuestro y desaparición
El 21 de octubre de 1990 por la mañana, agentes de la Policía Nacional del Perú iniciaron un operativo en el distrito de Villa El Salvador en búsqueda de los responsables de un atentado terrorista ocurrido en el distrito de San Juan de Lurigancho, reivindicado por Sendero Luminoso. Según testigos, Castillo fue subido a la fuerza al maletero de un patrullero del Escuadrón de Desactivación de Explosivos (Edex).

## Judicialización
Inmediatamente la familia inició un proceso penal para conocer el paradero del cuerpo de Castillo. El 9 de agosto de 1992 el 14 Juzgado Penal de Lima archivó la denuncia pese a que fue reconocida la intervención policial y su detención.
En 1994 la Comisión Interamericana de Derechos Humanos emitió un informe determinando la responsabilidad del Estado Peruano por las violaciones a los derechos fundamentales de Castillo, y la falta de garantías judiciales para penalizar el caso. El gobierno de Alberto Fujimori se negó a adoptar estas recomendaciones.
Su familia logró llevar el caso de su desaparición forzada a la Corte Interamericana de Derechos Humanos (Corte IDH) en 1997. Esta determinó que el Estado Peruano estaba en la obligación de investigar este crimen y sancionar a los responsables. No obstante, debido a la ausencia de avances en la investigación por parte del Estado, la Corte proyectó emitir su fallo definitivo en 1998.
No es hasta el 20 de marzo de 2006 que la Sala Penal Nacional sentenció a cuatro policías a condenas de entre 15 y 16 años de prisión. Esta fue, además, la primera condena contra agentes del Estado por violaciones a los derechos humanos desde el fin de régimen de Alberto Fujimori. En los años 2012 y 2013, tres de los condenados abandonaron prisión bajo libertad condicional. El último de ellos, Juan Carlos Mejía León, fue puesto en semilibertad en noviembre de 2015, en una decisión ampliamente criticado por grupos de defensa de derechos humanos.
En 2021, la Procuraduría del MINJUSDH ante la Corte IDH solicitó que se declare cumplida la resolución, se cierre el proceso y se archive, a pesar de que el cuerpo de Castillo no ha sido encontrado por lo que se mantiene su estatus de desaparecido.